# Miscellaneidae
Miscellaneidae es una familia de foraminíferos planctónicos de la superfamilia Nummulitoidea, del suborden Rotaliina y del orden Rotaliida. Su rango cronoestratigráfico abarca desde el Selandiense (Paleoceno medio) hasta el Ypresiense (Eoceno inferior).

## Clasificación
Miscellaneidae incluye a las siguientes géneros:
- Carterella †
- Miscellanea †, también considerado en familia Pellatispiridae
- Miscellanites †
- Nemkovella †, también considerado en familia Discocyclinidae
- Ornatononion †

Otros géneros considerados en Miscellaneidae son:
- Aberisphaera †, considerado sinónimo posterior de Miscellanea
- Pseudocuvillierina †